# Johanna-Quandt-Stiftung
Die Johanna-Quandt-Stiftung ist eine hessische Organisation mit Sitz in Bad Homburg vor der Höhe. Sie wurde 1995 von Johanna Quandt, einer der damals reichsten Frauen Deutschlands, gegründet und setzt sich nach eigenen Angaben dafür ein, „das Verständnis für die marktwirtschaftliche Ordnung und für die Bedeutung des privaten Unternehmertums als Träger der wirtschaftlichen Entwicklung in der Öffentlichkeit und den Medien zu fördern.“
Sie verleiht jährlich den schon seit 1986 bestehenden Herbert-Quandt-Medienpreis laut Eigendarstellung an „Journalisten und Publizisten, die sich in herausragenden und allgemein verständlichen Beiträgen mit der Rolle von Unternehmern und Unternehmen in der Marktwirtschaft auseinandersetzen.“ Der Preis ist mit insgesamt 50.000 Euro dotiert.

## Vorstand und Kuratorium
Vorstände der Johanna-Quandt-Stiftung sind Jörg Appelhans und Johannes Fritz. Bis zu ihrem Tod gehörte Johanna Quandt dem Kuratorium als Vorsitzende an. Die anderen Mitglieder des Kuratoriums sind Stefan Quandt als Vorsitzender sowie Michaela Kolster, Tanit Koch und Jan-Eric Peters.
Der ehemalige Chefredakteur des Nachrichtenmagazins Der Spiegel, Mathias Müller von Blumencron, war Mitglied des Kuratoriums der Johanna-Quandt-Stiftung, bis er im April 2008, wie auch Gabriele Fischer und Christoph Keese, als Reaktion auf die NDR-Dokumentation Das Schweigen der Quandts sein Amt niederlegte.